# Gebouw Delftse Poort
Gebouw Delftse Poort (en français le bâtiment Porte de Delft) est un complexe de gratte-ciel à double tour situé au 505 de l'avenue Weena à Rotterdam aux Pays-Bas.

## Description
Situé à côté de la gare Rotterdam-Central. La Tour I est haute de 151,53 m et comporte 41 étages. La Tour II fait 93 m et 25 étages. Jusqu'en mai 2009, la Tour I était la plus haute tour à bureaux des Pays-Bas. Les deux tours sont construites sur un podium multifonctionnel de 4 étages. L'ensemble du complexe a 28 ascenseurs. La surface au plancher dans le complexe est de 106 000 m2 et les bureaux occupent 660 000 m2.
Le bâtiment est ouvert au public. Outre des bureaux, il comporte un restaurant et des magasins. Le restaurant The World est le plus grand restaurant de la ville avec ses 500 places.

## Histoire
Le complexe est construit entre 1988 et 1991, conçu par Abe Bonnema (en). Le coût de la construction est de 240 millions de florins néerlandais, soit environ 110 millions d'euros. En raison d'un tunnel de métro passant sous le complexe, des méthodes de construction sophistiquées sont nécessaires, ne permettant qu'un seul sous-sol.
Le bâtiment est également connu sous le nom de bâtiment Nationale-Nederlanden ou NN, car jusqu'en 2015, la société néerlandaise 'Nationale-Nederlanden"(National-Pays-Bas) était le principal utilisateur du bâtiment. Nationale-Nederlanden était la branche local d'assurance de la compagnie ING Assurance jusqu'en 2014.
En avril 2015, le bâtiment a été officiellement ouvert au public par son propriétaire CBRE Global Investors. L'immeuble offre 65 000 m2 d'espace de bureaux. Un restaurant et des magasins y sont installés, ainsi que des toilettes ouvertes au public qui sont nécessaires dans le centre-ville, soulignera le maire de la ville lors de cette nouvelle inauguration.
Nationale-Nederlanden est devenu un locataire et loue seulement un tiers du complexe, et par conséquent, leur logo qui dominait la Tour I a été retiré,. Depuis lors, le bâtiment a établi sa propre identité en affichant son propre logo sur la Tour I.

## Événements
Jusqu'en 2004, une compétition annuelle de course d'escaliers prenait place dans ce bâtiment.

## Galerie d'images
|                           |
| Logo NN (retiré en 2015). |

|                                        |
| Nationale-Nederlanden in Delftse poort |

|                                  |
| Delftse Poort logo (depuis 2015) |

|               |
| Delftse poort |

|               |
| Delftse poort |